# Plateau Rosa
Plateau Rosa (pron. fr. AFI:  /plaˈto roˈza/ , ovvero plató rosà), dal francese plateau, ‘pianoro’, e dal patois valdostano rosà, che significa ‘ghiacciato’, secondo la stessa etimologia del Monte Rosa (Rouésa in patois valdostano significa ‘ghiaccio’), talvolta riportato come Pian Rosà, è un ghiacciaio che si trova nel Vallese svizzero sulle Alpi Pennine, appena oltre il confine italo-svizzero, nel gruppo del Cervino, all'interno del Matterhorn Ski Paradise. Particolarmente noto e apprezzato per lo sci estivo, notevole è il panorama che si gode dal Plateau sul Cervino e sul vicino gruppo del Monte Rosa ad est.

## Descrizione
Si presenta come un pianoro perennemente ghiacciato delimitato a nord dal Piccolo Cervino (3.883 m), ad est dal Breithorn Occidentale (4.165 m), a sud dalla Gobba di Rollin (3.899 m) e ad ovest dalla Testa Grigia (3.480 m) e dal Colle del Teodulo (3.290 m).

### Impianti sciistici
È raggiunto dal versante italiano dalla funivia del Plateau Rosa (punto di partenza Breuil-Cervinia (2.025 m) e punto di arrivo principale la vetta Testa Grigia), mentre dal versante svizzero (punto di partenza Zermatt (1.616 m) e punto di arrivo principale il Piccolo Cervino, tramite l'omonima funivia che in Europa è quella a maggiore altitudine) è raggiunto dagli skilift ad ancora che partono dal Trockener Steg e dalla funivia del Piccolo Cervino. Inoltre, una sciovia, aperta solamente nel periodo estivo, arriva alla Gobba di Rollin.
I primi ad arrivare sul ghiacciaio con degli impianti di risalita furono gli italiani, con l'apertura nel 1938 della prima funivia da Cervinia. Negli anni '60 e anni '70 alcuni skilift gestiti dalla Cervino S.p.A. consentivano di praticare lo sci estivo sul ghiacciaio. Nel 1981, contestualmente all'inaugurazione della Funivia del Piccolo Cervino, gli skilift passarono in gestione agli svizzeri, essendo in territorio elvetico; ancora oggi diversi impianti percorrono il ghiacciaio e per utilizzarli occorre uno skipass internazionale.

### Luoghi di interesse
Nei pressi dell'arrivo della funivia del Piccolo Cervino è visitabile il Palazzo di Ghiaccio: una serie di grotte scavate a 15 metri di profondità nel ghiacciaio, dove sono presenti alcune sculture di ghiaccio e neve e schede informative sulla glaciologia.
Nei pressi del Testa Grigia si trova il rifugio Guide del Cervino, oltre al posto di polizia di frontiera e doganale italiano e svizzero, alla stazione meteorologica di Plateau Rosa, di proprietà dell'Aeronautica Militare, e al Laboratorio del CNR, quest'ultimo attrezzato da RSE per il monitoraggio dei gas serra.
Durante il periodo estivo, il ghiacciaio a causa di un caldo anomalo e di temperature maggiori rispetto alla media stagionali, subisce una riduzione di massa e volume. Questo scioglimento ha talvolta provocato alcuni episodi alluvionali a Zermatt.

### Rifugi

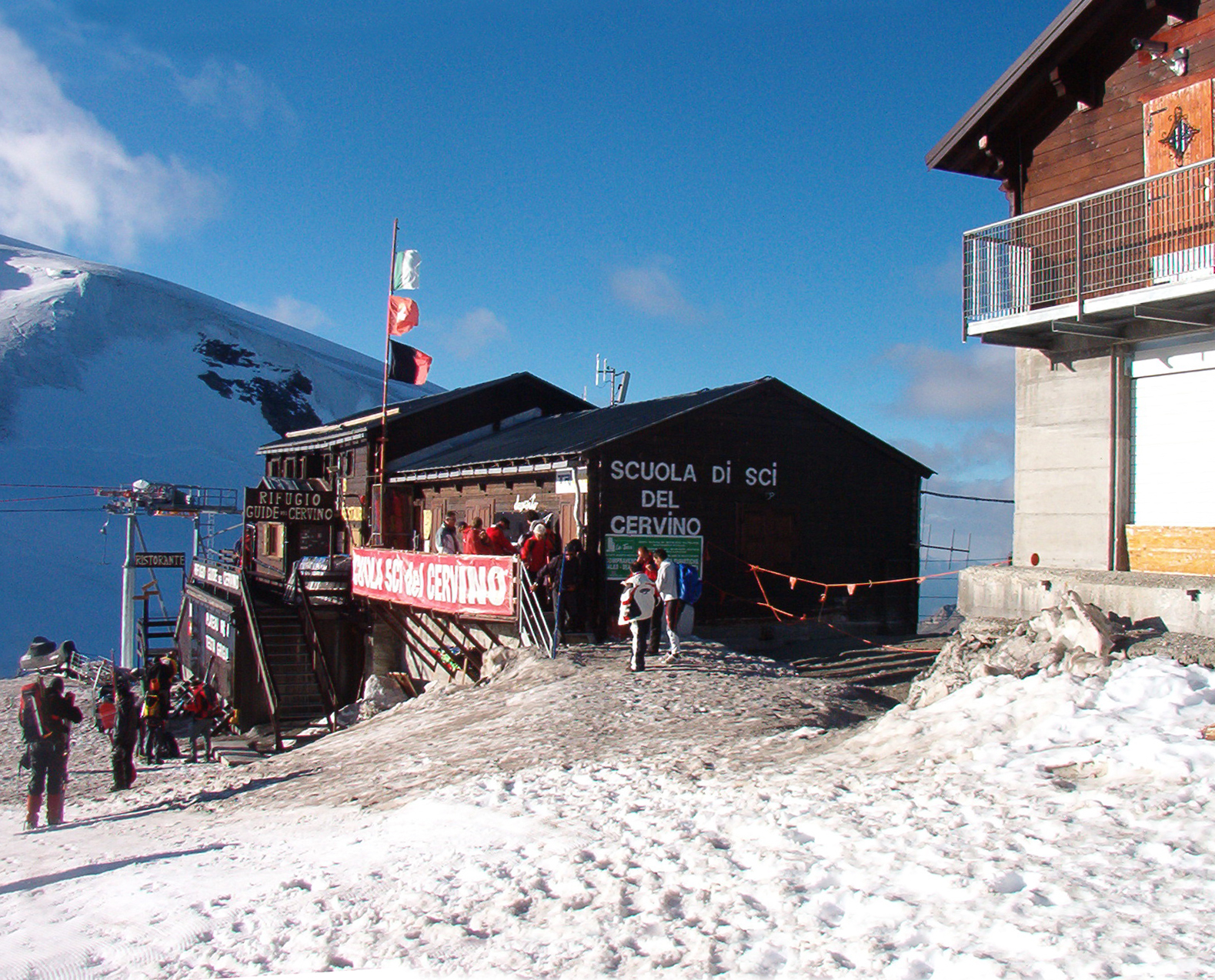
Rifugio Guide del Cervino

Ai bordi del Plateau sorgono vari rifugi alpini ed altre strutture ricettive:
- Rifugio Teodulo - 3.317 m - nei pressi del Colle del Teodulo
- Rifugio Guide del Cervino - 3.480 m - sulla vetta della Testa Grigia
- Gandegghütte - 3.029 m - nel versante svizzero.

## Galleria d'immagini

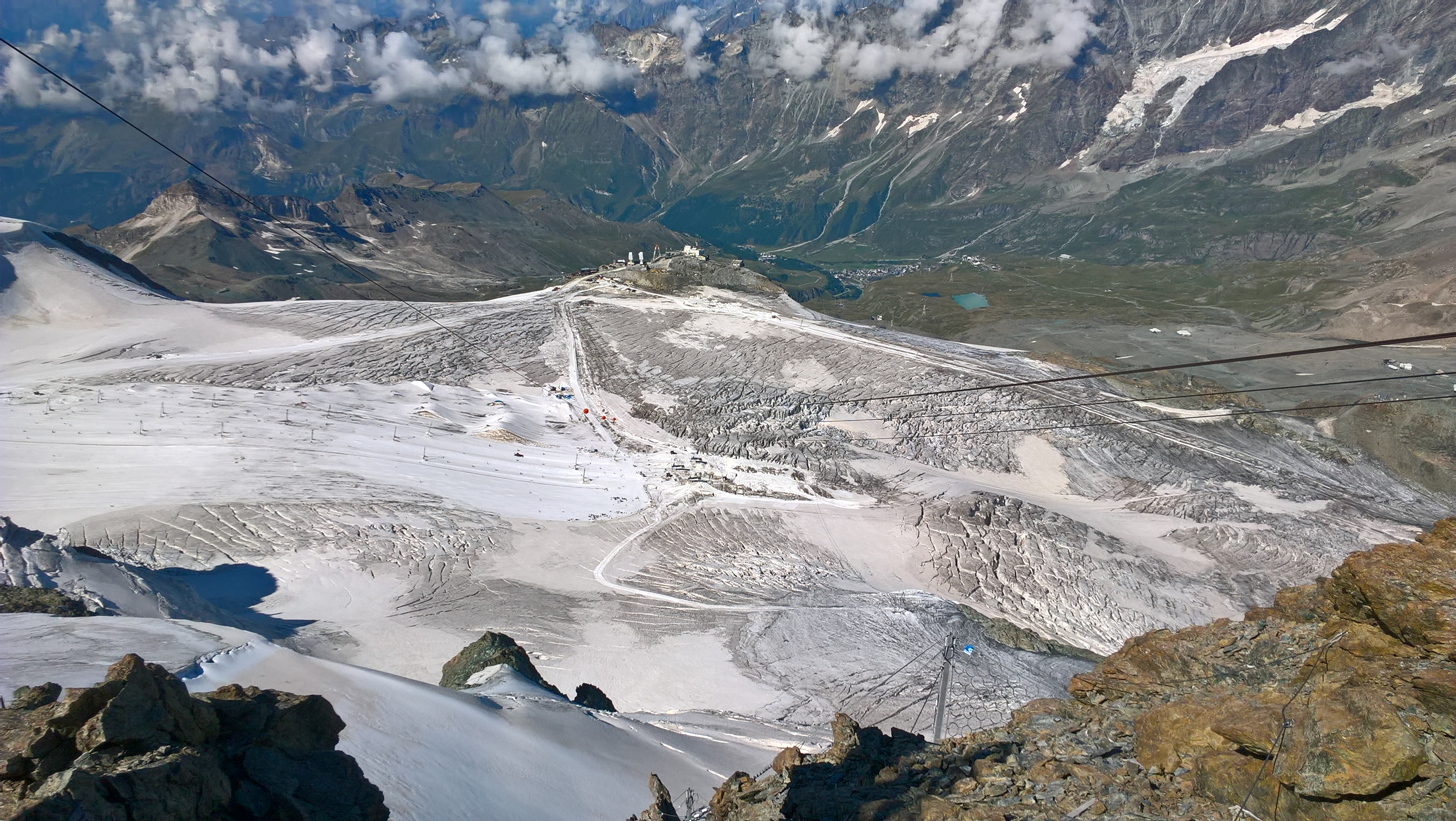
Plateau Rosa in tarda estate 2019, visto dal Piccolo Cervino
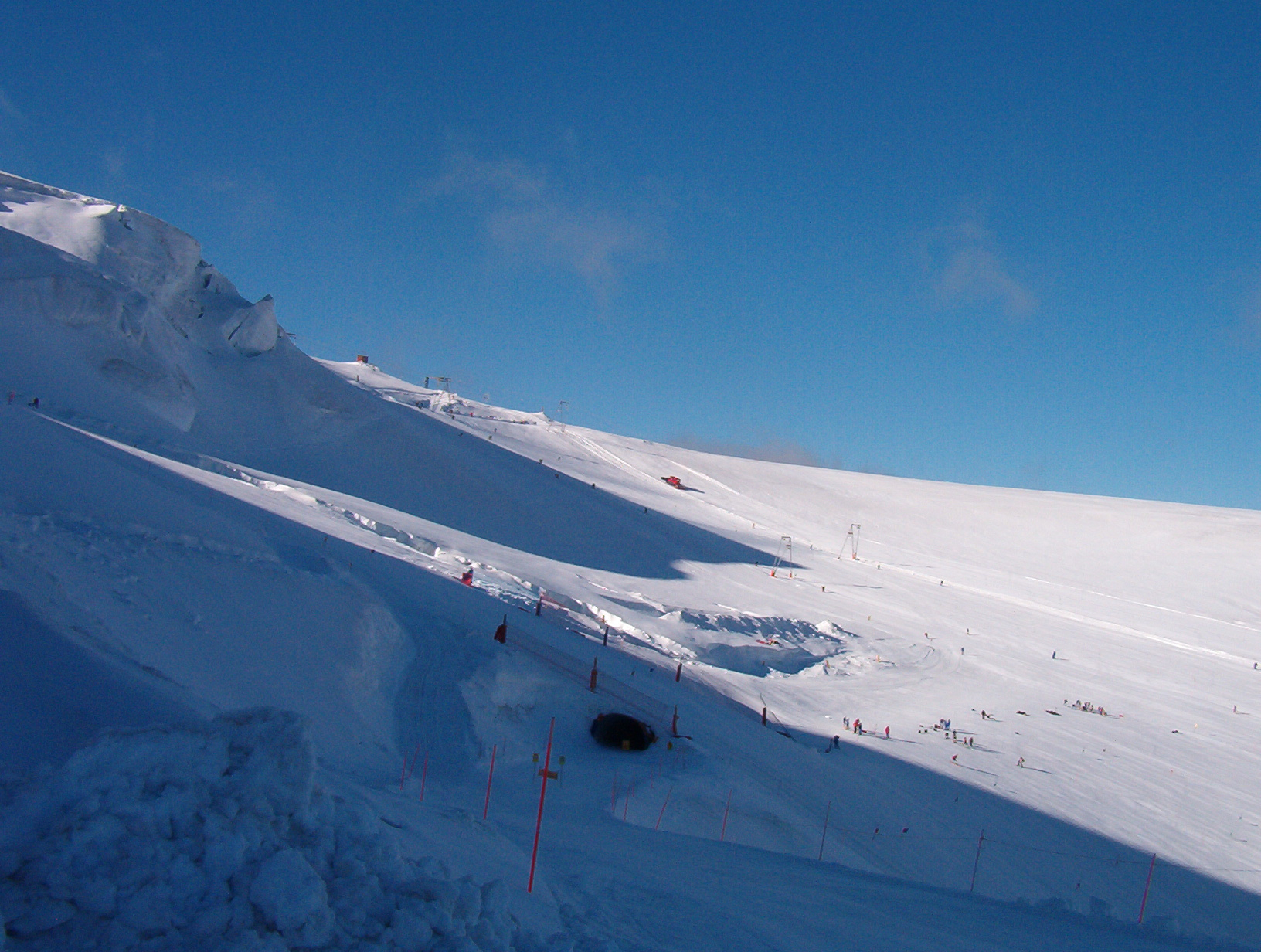
Vista del ghiacciaio, pista 85 "Matterhorn Glacier Paradise".
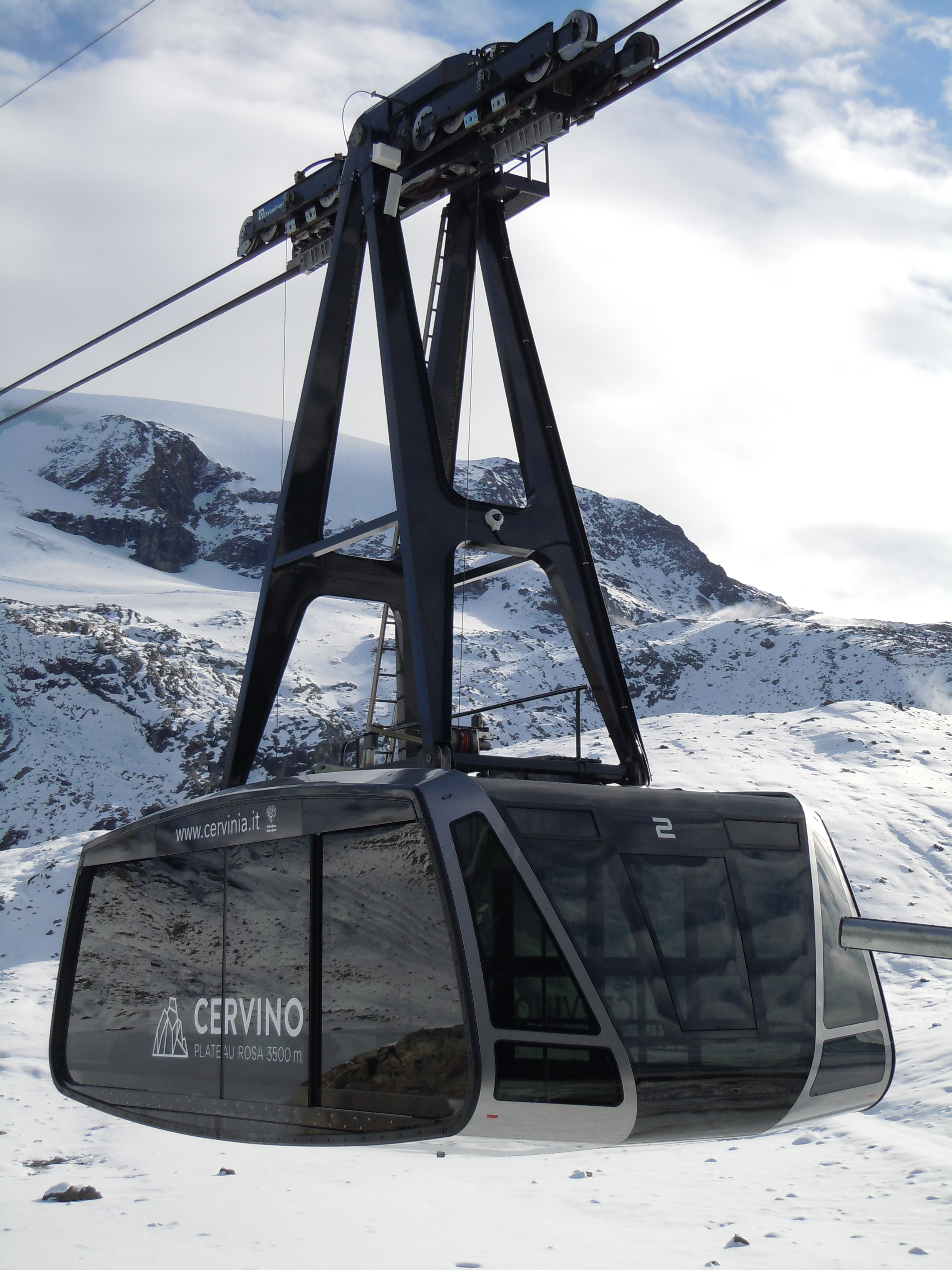
La funivia italiana che raggiunge la vetta della Testa Grigia
Arrivo della prima funivia svizzera del 1979 al Piccolo Cervino da Trockener Steg